# Comuna Peatkivka, Berșad
Peatkivka (în ucraineană П`ятківка) este o comună în raionul Berșad, regiunea Vinnița, Ucraina, formată din satele Hlînske și Peatkivka (reședința).

## Demografie
Componența lingvistică a satului Peatkivka
     Ucraineană (98,55%)
     Rusă (1,26%)
     Alte limbi (0,1%)
Conform recensământului din 2001, majoritatea populației satului Peatkivka era vorbitoare de ucraineană (98,55%), existând în minoritate și vorbitori de rusă (1,26%).